# Giovanna Fratellini
Giovanna Fratellini (Florença, 1666 – 18 de abril de 1731) foi uma pintora italiana do período Barroco. Foi uma das mais criativas e talentosas pintoras retratistas da época, tendo sido também professora de artes.

## Biografia
Nascida Giovanna Marrmocchini Cortesi em Florença, em 1666, Giovanna se casou com Guiliano Fratellini, em 1685, alterando assim seu sobrenome. Era dama de companhia da grã-duquesa da Toscana, Vitória Della Rovere, tendo assim contato com o mundo da corte e da arte muito cedo.
Trabalhando com a duquesa, Giovanna pode aprender a tocar instrumentos musicais e a pintar. Pintava basicamente com óleo, esmalte e aquarelas. Ficou conhecida basicamente por seus retratos, mas também pintava fábulas, a vida dos deuses e eventos históricos. Foi aceita na Academia das Artes do Desenho de Florença, primeira academia do tipo no mundo, em 1706 e eleita membro em 1710.
O segredo de seu sucesso foram seus retratos de mulheres, nobres ou não. Seus trabalhos retratavam o refinamento e a nobreza da época e eram muito apreciados pela nobreza italiana. Giovanna também fez várias obras de cunho religioso para Cosme III de Médici. Outros membros da nobreza encomendaram vários quadros com figuras mitológicas e de eventos históricos importantes.
Em Bolonha, retratou Maria Klementyna Sobieska, esposa do exilado James Francis Edward Stuart, que também encomendou retratos de seus filhos. Durante sua estada em Veneza, conheceu a pintora Rosalba Carriera (1675-1757), cujo trabalho ela admirava muito, tendo agradecido pela hospitalidade da colega em sua estada. Várias artistas da Toscana foram suas alunas, como Maria Maddalena Baldacci e Violante Beatrice Siries.

## Morte
Com Guiliano Fratellini, ela teve pelo menos um filho, Lorenzo Maria Fratellini, que também foi seu aluno. Giovanna morreu em 18 de abril de 1731, em Florença, dois anos depois de seu filho Lorenzo, aos 65 anos. Violante Beatrice Siries assumiu seu lugar na Casa dos Médici com sua morte.